# Derek Briggs
Derek E. G. Briggs (n. 1950) es un paleontólogo, y tafónomo irlandés, involucrado en el estudio de los fósiles de Burgess Shale y Herefordshire. Ocupa la cátedra William Beinecke de geología y geofísica de la Universidad Yale y es director del Museo Peabody de Historia Natural de Yale.

## Burgess Shale
En 1972 empezó, junto con Simon Conway Morris, a estudiar la fauna de Burgess Shale dirigido por Harry Blackmore Whittington. Se encargó del estudio de los ártropodos bivalvos. A partir de cinco especímenes, reinterpretó el organismo conocido como Protocaris pretiosa, estableciendo el nuevo género Branchiocaris. También redacta una monografía sobre Canadaspis perfecta, interpretándolo como un malacostráceo primitivo.

## Herefordshire
Junto a David Siveter, Derek Siveter y Mark D. Sutton ha estudiado la fauna del Silúrico del yacimiento de Herefordshire (Inglaterra) mediante tomografía física. El uso de esta técnica se debe a la dificultad de extracción que presentan los fósiles.

## Algunas publicaciones
- con Peter Crowther (eds.) Paleobiology II, Blackwell Publ. 2001
- con Nicholas Barton, Jonathan Eisen, David Goldstein, Nipam Patel Evolution, Cold Spring Harbor Laboratory Press 2007
- con D. H. Erwin, F. J. Collier The fossils of the Burgess Shale, Smithsonian Institution Press, Washington D. C. 1994
- con C. Bartels, G. Brassel The fossils of the Hunsrück Slate, Cambridge University Press 1998 (Hunsrück-Schiefer de Devon)
- con Peter Allison (eds.) Taphonomy, Plenum Press 1991
- con Keith Allen (eds.) Evolution and the fossil record, Smithsonian Institution Press 1990

## Distinciones
- 1999. Miembro de la Royal Society
- 2000. Premio Capo d'Orlando
- 2000. Medalla Lyell de la Geological Society of London
- 2001. Medalla de Boyle de la Royal Dublin Society/Irish Times
- 2002-04. Presidente de la Palaeontological Association
- 2003. Miembro Honorario de la Royal Irish Academy
- 2003. Presidente electo de la Paleontological Society